# Błonka dwujądrowa
Błonka dwujądrowa (Athelia binucleospora J. Erikss. & Ryvarden) – gatunek grzybów z rodziny błonkowatych (Atheliaceae).

## Systematyka i nazewnictwo
Pozycja w klasyfikacji według Index Fungorum: Athelia, Atheliaceae, Atheliales, Agaricomycetidae, Agaricomycetes, Agaricomycotina, Basidiomycota, Fungi.
Takson ten w 1973 roku opisali John Eriksson i Leif Ryvarden na martwym drewnie olchy szarej w Szwecji. Nazwę polską zaproponował Władysław Wojewoda w 2003 r.

## Morfologia
Na podłożu tworzy cienką, błonkę o barwie, białej lub białawej, łatwo oddzielającą się od podłoża z powodu słabo rozwiniętego subikulum o konsystencji pajęczyny. Powierzchnia błonki w stanie suchym jest gładka, w stanie świeżym często lekko pomarszczona (nieco meruliowata).
Strzępki ze sprzążkami lub bez, strzępki podstawek często nieco szersze i bardziej pogrubione niż inne, w obu przypadkach często inkrustowane, nie tworzące ryzomorfów. Podstawki dość niskie, mniej lub bardziej maczugowate z 2-4 sterygmami. Zarodniki kukiste, elipsoidalne lub cylindryczne, gładkie, nieamyloidalne.
Zarodniki kuliste, elipsoidalne lub cylindryczne, gładkie, nieamyloidalne.

## Występowanie i siedlisko
Znane jest występowanie błonki dwujądrowej w niektórych państwach Europy. W Polsce W. Wojewoda w 2003 r. przytacza jedno jej stanowisko w Krakowie z uwagą, że rozprzestrzenienie tego gatunku i stopień jego zagrożenia nie są znane.
Nadrzewny grzyb saprotroficzny. Występuje na martwym drewnie w lesie.

## Identyfikacja gatunkówAthelia
Ważną cechą przy rozróżnianiu gatunków rodzaju Athelia jest budowa hymenium i rozgałęzień strzępek subhymenium. Większość gatunków u Athelia identyfikuje się na podstawie liczby sterygm oraz wielkości i kształtu zarodników. Inną ciekawą cechą jest występowanie sprzążek na septach.
W zielnikowych okazach Athelia jądra z reguły można uwidocznić. Mały kawałek hymenium umieszcza się w kropli acetokarminu i przykrywa szkiełkiem nakrywkowym. Po krótkim podgrzaniu nad płomieniem, na brzegu preparatu dodaje się nową kroplę. Preparat jest następnie kruszony przez lekkie stukanie w szkiełko, a następnie badany pod mikroskopem z kontrastem fazowym. Widoczność jąder różni się w zależności od gatunku, ale także od kolekcji.